# Phoenix (Kubusschnitt)
Phoenix is een van de drie downloadalbums van Kubusschnitt, die in 2006 verschenen.
Een deel van het album verscheen eerder onder de titel Exeter (live-opnamen van een concert aldaar); de laatste twee tracks zijn nieuw. De muziek is elektronische muziek uit de Berlijnse School. Er wordt veelvuldig gebruikgemaakt van de sequencer, dat in tegenstelling tot Kubient. Er zijn ook echter lange stukken zonder maat of ritme.

## Musici
- Andy Bloyce, Tom Coppens en Ruud Heij – alle muziekinstrumenten bestaande uit toetsinstrumenten en gitaar (Bloyce).

## Tracklist
| Nr. | Titel       | Duur  |
| --- | ----------- | ----- |
| 1.  | Phoenix I   | 19:04 |
| 2.  | Phoenix II  | 8:57  |
| 3.  | Phoenix III | 13:27 |
| 4.  | Phoenix IV  | 12:25 |
| 5.  | Phoenix V   | 13:13 |